# Народна астрономическа обсерватория и планетариум „Юрий Гагарин“
Народна астрономическа обсерватория и планетариум „Юрий Гагарин“ е създадена през 1961 г. Финансирането на лабораторията, част от материалната база и щатът са прехвърлени към академична институция „Централна лаборатория по космически изследвания при БАН“ (която е част от Централната лаборатория по слънчево-земни въздействия при БАН, филиал - Стара Загора). Обсерваторията основава през 1961 г. Школата по астрономия за подготовка на астрономи-любители и наблюдатели на изкуствени спътници на Земята. Произведеният в заводите „Карл Цайс“, Йена, Германия Планетариум, е открит на 3 ноември 1978 г. Дейностите на Народната астрономическа обсерватория са в няколко направления: обучение, научни изследвания в областта на астрономията, астрофизиката и космическите науки.